# Ronshausen
Ronshausen település Németországban, Hessen tartományban. Lakosainak száma 2403 fő (2023. december 31.). Ronshausen Bebra, Nentershausen (Hessen), Wildeck, Friedewald (Hessen) és Ludwigsau községekkel határos.

## Népesség
A település népességének változása:
| Lakosok száma | 2307 | 2270 | 2363 | 2399 | 2403 |
|               | 2017 | 2019 | 2021 | 2022 | 2023 |